# リチャード・ド・クレア (第6代グロスター伯)
第5代ハートフォード伯および第6代グロスター伯リチャード・ド・クレア（Richard de Clare, 5th Earl of Hertford, 6th Earl of Gloucester, 1222年8月4日 - 1262年7月14日）は、第5代グロスター伯ギルバート・ド・クレアとイザベル・マーシャルの息子。ウェールズの有力な辺境伯領主でもあり、父の死後グラモーガン領主の地位を継承した。また、1258年から1263年にかけての憲法危機において重要な役割を果たした。

## 生涯

### 生い立ち
リチャードは、1230年10月に父ギルバートが亡くなりグロスター伯位を継承した時に、ヒューバート・ド・バラの後見に委ねられた。ヒューバートが失脚すると、1232年10月頃にピーター・ド・ロッシュが、そして1235年にはギルバート・マーシャルが後見人となった。

### 結婚
1236年、最初にリチャードがマーガレット・ド・バラ（あるいはメゴッタ）と結婚した時、2人とも14歳か15歳であった。マーガレット・ド・バラはヒューバート・ド・バラの娘であったが、マーガレットとグロスター伯リチャード・ド・クレアの結婚は、ヒューバート・ド・バラを困惑させた。リチャードはまだ未成年でヘンリー3世の後見下にあったが、結婚式は王室の許可なしに挙行されたからである。しかしヒューバートは、この結婚は自分の企みではないと抗議し、ヘンリー3世にいくらかの金銭を支払うことを約束したため、当面の間この問題は解決した。しかしこの最初の結婚は、1237年11月に婚姻無効あるいはマーガレットの死で終わった。マーガレットが亡くなる前から、リンカーン伯ジョン・ド・レイシーはリチャードを自分の娘と結婚させるため、ヘンリー3世に5,000マークを提供した。この申し出は認められ、リチャードは1238年2月2日にリンカーン伯の娘モード・ド・レイシーと2度目の結婚をした。

### 軍歴
リチャードは、1246年にイングランド教皇庁の強要に反対する男爵たちの教皇宛の書簡に署名した。リチャードは1247年にイングランドを訪れたヘンリー3世の異母弟らに反対する者の一人であったが、ヘンリー3世の異母弟らはイングランドで非常に不評であったが、その後、リチャードは彼らと和解した。
1252/3年8月、ヘンリー3世は軍を率いてガスコーニュに渡ったが、リチャードは同行を拒否しアイルランドに向かったため、ヘンリー3世は大いに憤慨した。1255年8月、ヘンリー3世はリチャードとジョン・マンセルをエディンバラに派遣し、ヘンリー3世の婿であるスコットランド王アレグザンダー3世がロバート・ド・ルースとジョン・ベリオールに脅迫されているという報告の真相を突き止めさせた。ルースらはアレグザンダー3世と王妃マーガレットをリチャードのもとへ連れて行くことになっていた。リチャードとその随行員は、まずルースの騎士2人を装ってエディンバラ城へ入り、徐々に従者を入り込ませて、自衛に十分な兵力を確保した。リチャードらはスコットランド王妃に面会したが、王妃は自分と夫アレグザンダー3世が引き離されていると訴えた。リチャードらはルースに恐ろしい罰を与えると脅し、ルースはアレクサンダー3世のもとへ行くことを約束した。
一方、スコットランドの有力者たちは、エディンバラ城がイングランドの手に落ちたことに憤慨し、城を包囲しようとしたが、アレグザンダー3世と王妃を包囲することになるため断念した。アレグザンダー3世はリチャードとともに南下したようで、9月24日にはヘンリー3世とともにノーサンバーランドのニューミンスターにいた。1258年7月、リチャードは病に倒れた。おそらく、執事のウォルター・ド・スコテネイによって、弟ウィリアムとともに毒を盛られたとみられる。リチャードは回復したが、弟ウィリアムは亡くなった。

### 死
リチャードは1262年7月14日、カンタベリー近郊ウォルサムのアスベンフィールドにあるジョン・ド・クリオールの荘園で39歳で亡くなった。翌月曜日、リチャードの遺体はカンタベリーに運ばれ、葬儀ミサが行われた。その後、遺体は45マイル（72km）離れたトンブリッジの聖職者教会に運ばれ、聖歌隊席に埋葬された。その後遺体はテュークスベリー修道院に運ばれ、1262年7月28日に、司教2人と修道院長8人が出席する厳粛な儀式で父ギルバートの右側の司祭席に埋葬された。リチャードの紋章は、金地に赤の3本のシェブロネルである。
リチャードは多くの伯領からなる広大な財産を残した。これらの財産の詳細は、死後に行われた一連の調査で報告された。

## 子女
リチャードには最初の妻マーガレット・ド・バラとの間には子供がいなかった。2番目の妻モード・ド・レイシーはリンカーン伯ジョン・ド・レイシーとマーガレット・ド・クインシーの娘であった。モードとの間には以下の子供が生まれた。
- イザベル（1240年頃 - 1270年） - モンフェッラート侯グリエルモ7世と結婚[14]
- ギルバート・ド・クレア（1243年9月2日 - 1295年12月7日） - 第6代ハートフォード伯、第7代グロスター伯
- トマス（1245年頃 - 1287年） - 1277年にトモンドを掌握。ジュリアナ・フィッツジェラルドと結婚。
- ボゴ（1248年頃 - 1294年）
- マーガレット（1250年頃 - 1312年） - 第2代コーンウォール伯エドマンドと結婚
- ロヘーズ（1252年頃生） - 初代モウブレイ男爵ロジャー・ド・モウブレイと結婚
- エグレンティーナ（1257年没） - 早世

リチャードの死後モードは、クレア荘園、ウスク荘園と城、その他の土地を寡婦財産として領有し、テュークスベリーに亡き夫のために立派な墓を建てた。また、モードは子供たちの結婚を取り決めた。モードは1288/9年3月10日までに亡くなった。